# Malpha cockcrofti
Malpha cockcrofti är en insektsart som beskrevs av Myers 1924. Malpha cockcrofti ingår i släktet Malpha och familjen kilstritar. Inga underarter finns listade i Catalogue of Life.